# XI-IV
XI-IV, (SAI VIER) ist ein japanischer Ausbildung- und Technologieerprobungssatellit und ein Amateurfunksatellit. XI steht für X-factor Investigator. Es ist der vierte Satellit dieser Serie, wobei die ersten drei Prototypen nicht gestartet wurden. Nach erfolgreichen Start wurde die OSCAR-Nummer 57 vergeben und der Satellit trägt auch die Bezeichnung Cube-OSCAR-57 (CO-57).

## Aufbau
XI-IV wurde an der Universität Tokio entwickelt und gebaut. Es ist Picosatellit basierend auf der 1U-CubeSat-Plattform. Für die Konstruktion wurden Standardbauteile verwendet. Der Satellit trägt eine CMOS-Kamera.

## Mission
Der Satellit wurde am 30. Juni 2003 mit der russischen Trägerrakete Rockot zusammen mit weiteren 8 Satelliten von Kosmodrom Plessezk in Russland gestartet.

## Frequenzen
- 436,848 MHz Bake CW 50 wpm, Leistung 100 mW, Halbwellendipol
- 437,490 MHz Downlink FM AFSK AX.25, 1k2, Leistung 800 mW, Halbwellendipol
- Rufzeichen: JQ1YCW